# 南河镇 (巴西)
南河镇（葡萄牙語：Rio do Sul）是巴西圣卡塔琳娜州的一个市镇。总面积258平方公里，总人口56919人，人口密度220.6人/平方公里。